# Dryopteris sieboldii
Dryopteris sieboldii là một loài thực vật có mạch trong họ Dryopteridaceae. Loài này được (T. Moore) Kuntze miêu tả khoa học đầu tiên năm 1891.

## Hình ảnh

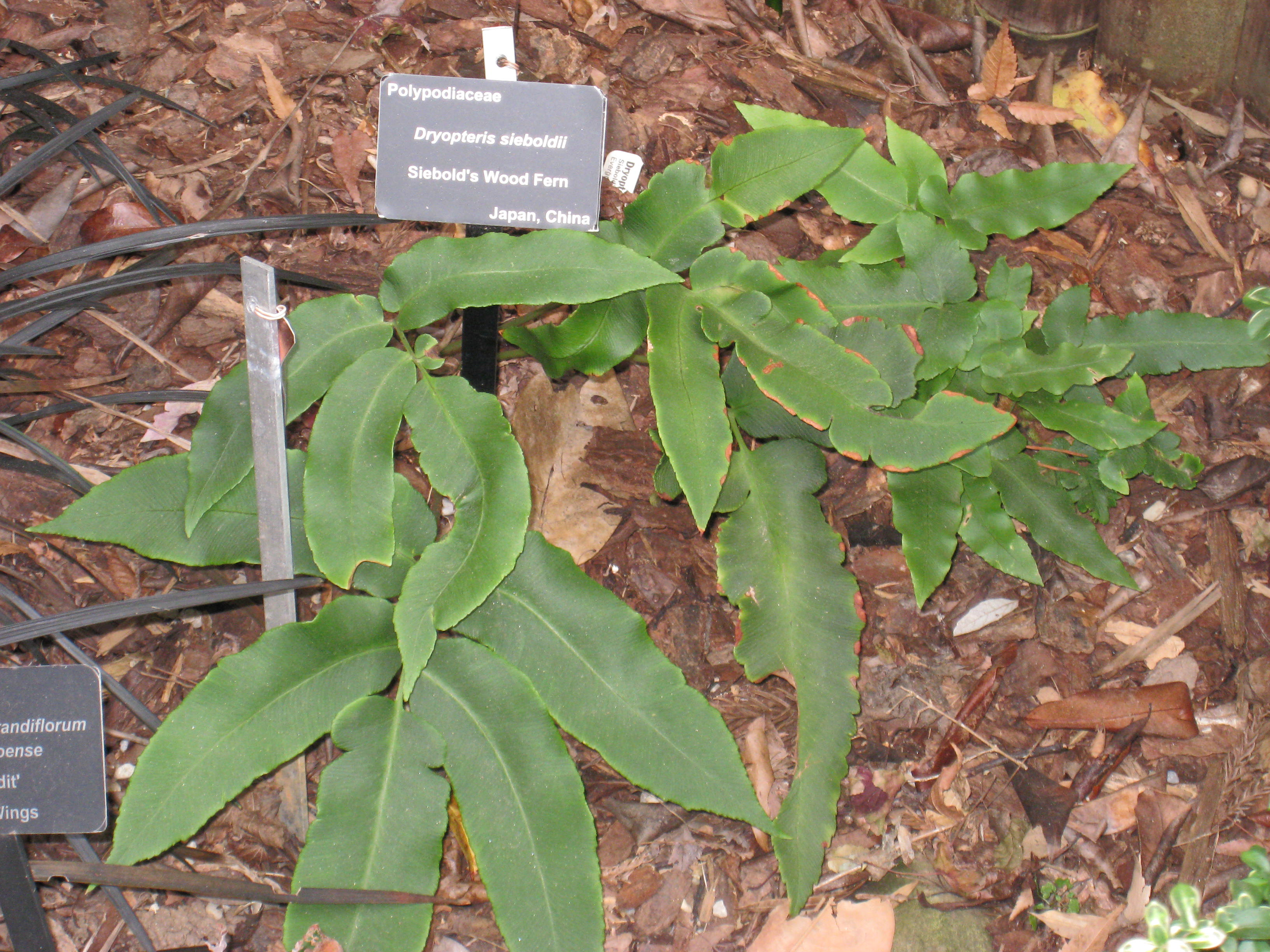